# Mapo Mapo
Il Mapo Mapo è un liquore dolce a base di agrumi e di succo di mapo prodotto da Barbero 1891, società del gruppo Campari.

## Storia
Viene prodotto dal maggio 2003 dalla Barbero 1891.

## Caratteristiche
Il liquore è un'infusione idroalcolica dolcificata di agrumi e mirtilli, contenente soprattutto succo di mapo, frutto nato dall'incrocio tra mandarino e pompelmo.
Si presenta di colore rosato con gradazione alcolica del 28%.

### Degustazione
Il liquore si beve liscio e molto freddo, essendo concepito come un equivalente a base di mapo del limoncello, come sottolinea anche lo spot televisivo che lo pubblicizza; si presta inoltre nella preparazione di svariati cocktail alcolici.